# Cap Enragé

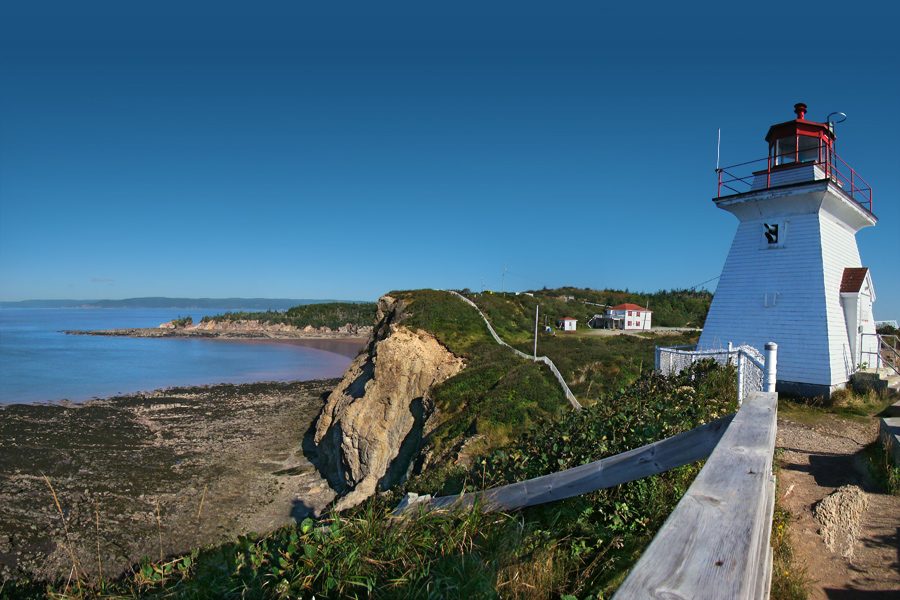
Le Cap Enragé en panorama.

Le Cap Enragé (en anglais : Cape Enrage) est un cap situé au sud de la province canadienne du Nouveau-Brunswick, dans le comté d'Albert. Le cap s'avance dans la baie de Chignectou. Il comprend deux pointes, soit la pointe intérieure et la pointe extérieure (Inner Head et Outer Head).
Le nom Cap Enragé s'applique par extension à une région très vaste, située en arrière du cap.
La région du Cap Enragé ne mesure pas plus de 18 kilomètres du nord au sud par 6 kilomètres d'est en ouest. La région est séparée des collines calédoniennes par la petite vallée de la rivière Chipoudy et de ses marais.
Le relief est accidenté et compte quelques collines, ne dépassant pas les 130 mètres d'altitude. Les principaux lacs sont le lac New Horton, le lac Lockhart et le lac Richardson. Les ruisseaux Barn Marsh, Comstock, Daley, Newfoundland, New Horton et Two Rivers irriguent la région du Cap Enragé. Ils coulent en général dans l'axe sud-ouest/nord-est, soit l'orientation générale du relief. Des aboiteaux se trouvent le long des ruisseaux Two Rivers et New Horton. Sur la côte est, l'île Barnmarsh (en fait une presqu'île) est séparée par le ruisseau Barn Marsh. Au nord de celle-ci se trouve l'estuaire du ruisseau Two Rivers, qui comporte des bancs de sable dont la Big Bar et la petite île Toms. Au nord du Cap se trouve un autre grand banc de sable, New Horton Flats, situé dans l'anse à Marie (Marys Cove). L'anse à Marie est délimitée au nord par la pointe à Marie (Marys Point). Au nord-est de la pointe à Marie se trouve le récif de la pointe à Marie et l'île aux Meules.
Le Cap Enragé compte seulement quelques centaines d'habitants et on y trouve, du nord au sud, les haneaux suivants : Harvey Bank, Harvey, Upper New Horton, New Horton, Midway, Little Ridge, Cap Enragé et Waterside, tous faisant partie de la paroisse d'Harvey.
La région est desservie par la route 915.
Une partie du Cap Enragé est protégée par la réserve nationale de faune Mary's Point.

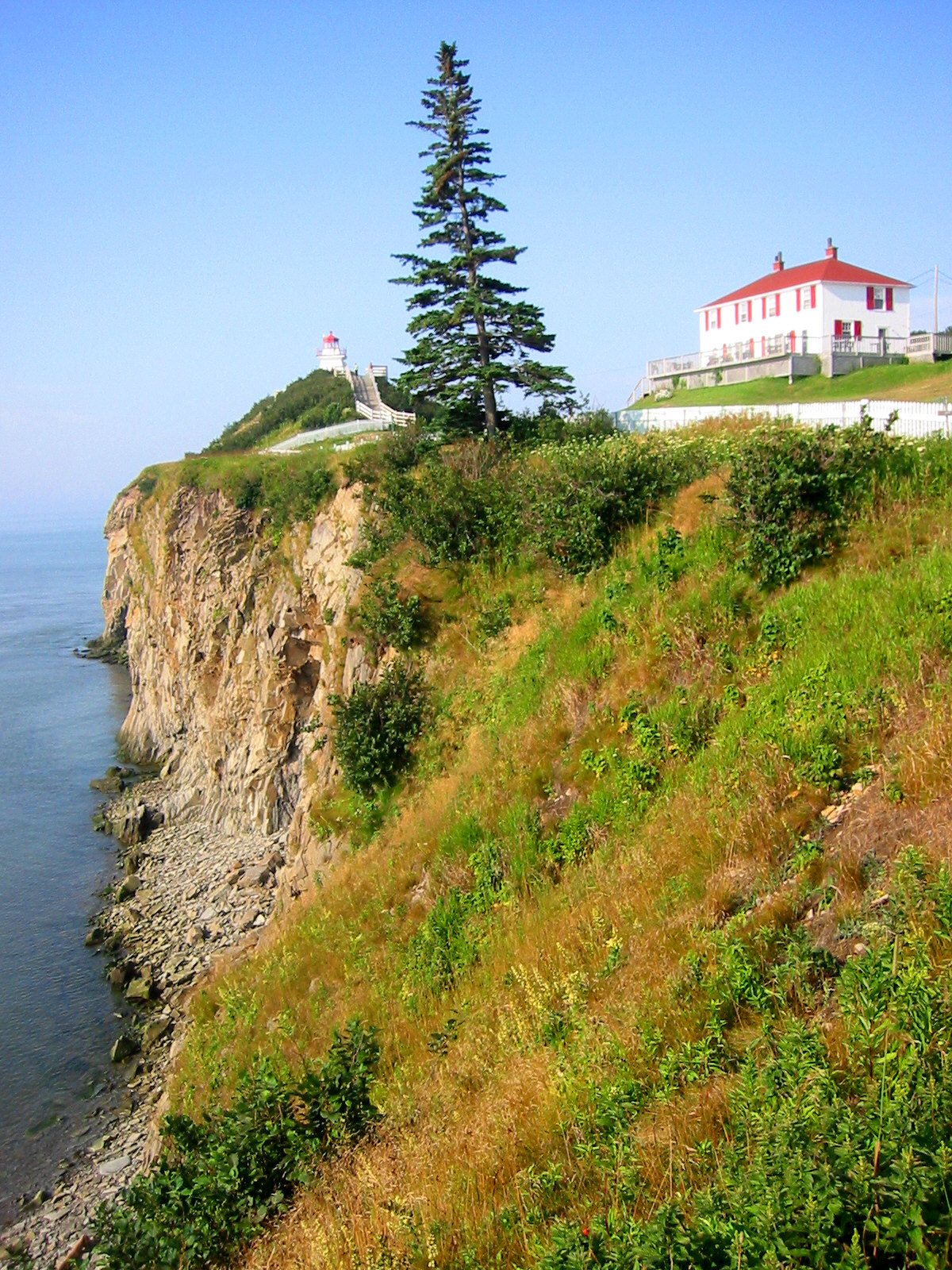
Le phare et la maison du gardien.
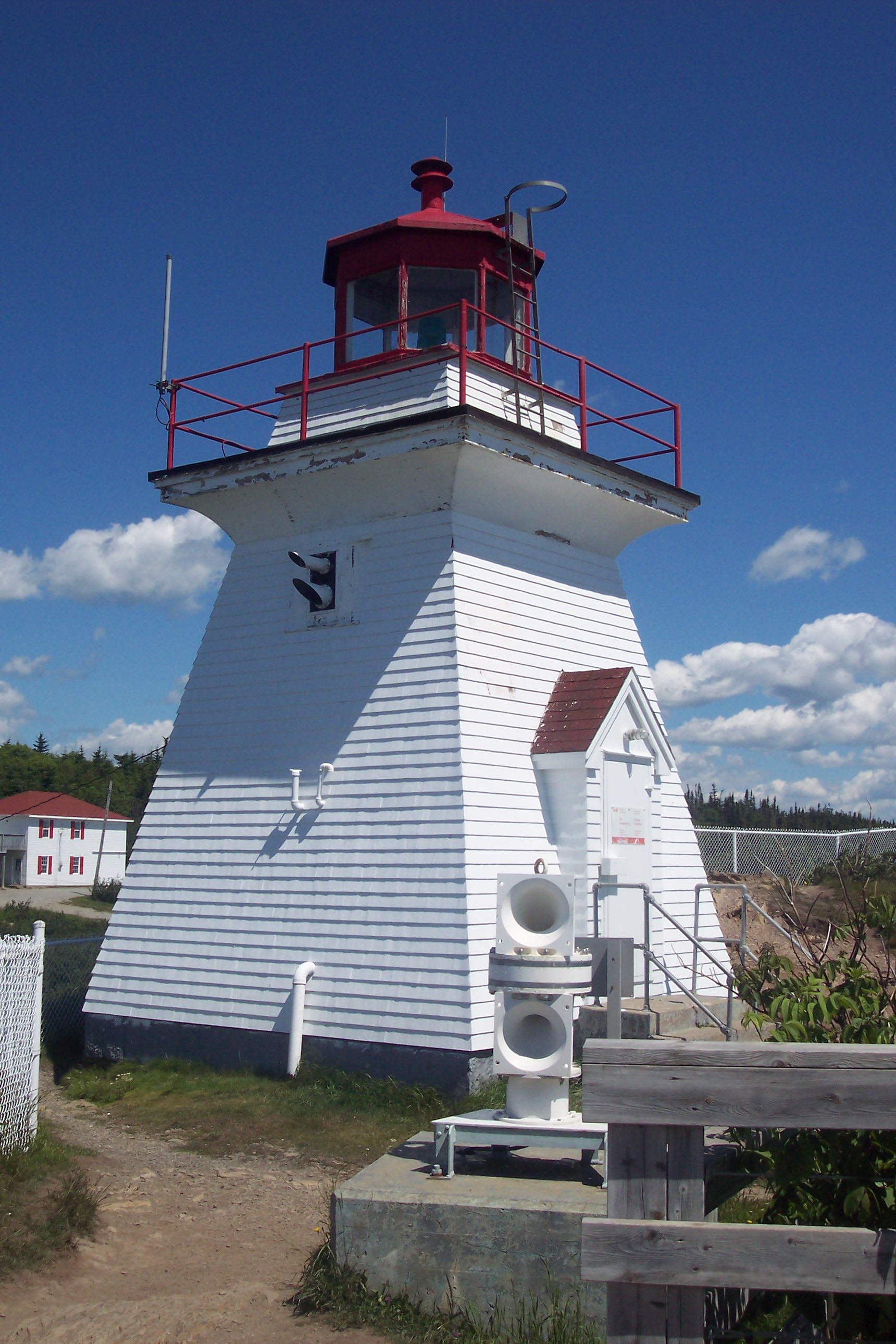
Le phare.
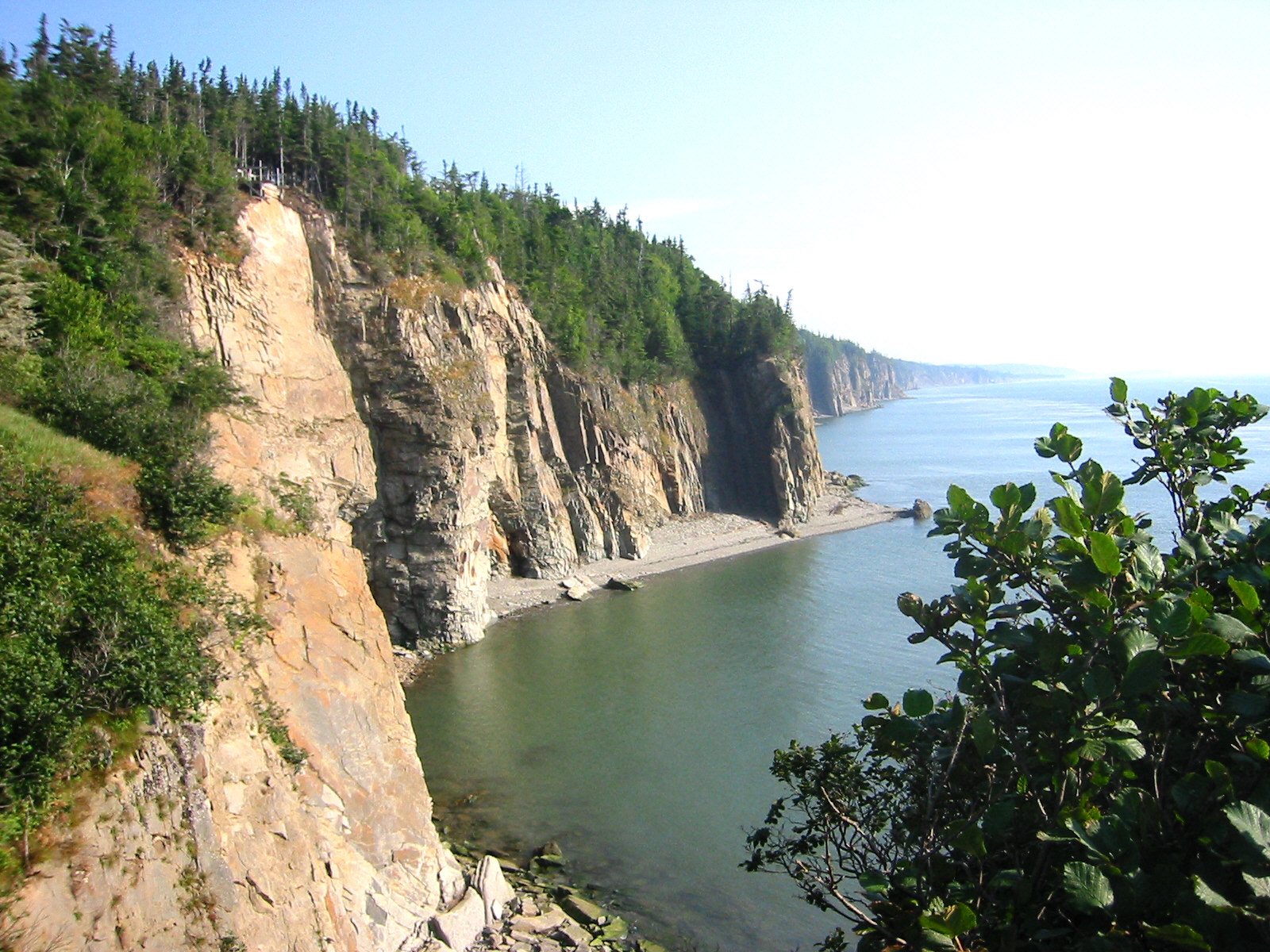
Les falaises sur la rive est de l'île Barnmarsh.
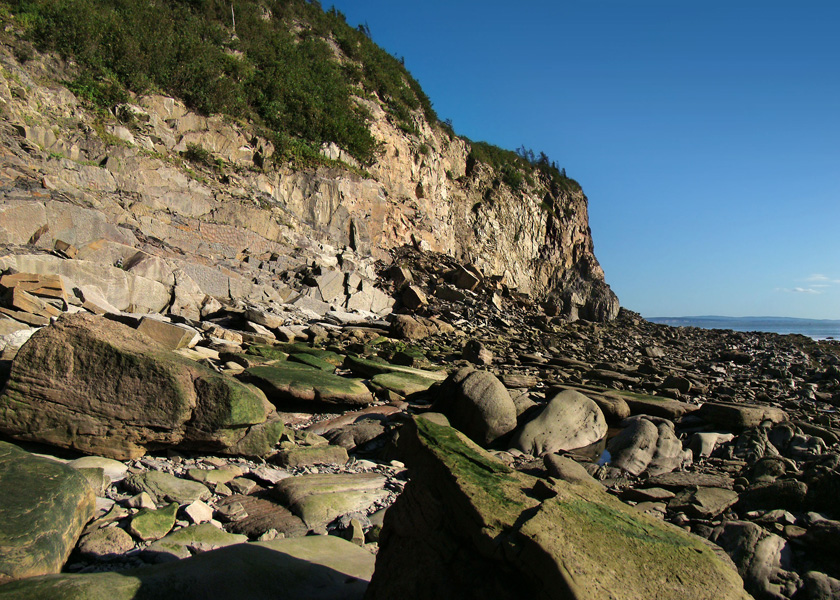
Falaise surplombant plage de galets.